# Duet (Aleksander Mežek in Oto Pestner)
Duet  je skupni EP Aleksandra Mežka in Ota Pestnerja, ki je izšel leta 1998 pri velenjski založbi Dynamic Records. Skladbe so bile posnete v studiu Room With A View, v Bournemouthu, v Združenem kraljestvu.

## Seznam skladb
1. »Hvalnica večnosti« (Pestner/Hering/Mežek)
2. »Bodi z menoj« (Mežek)
3. »Carry My Heart« (Pestner/Mežek)
4. »Stay By My Side« (Mežek)

## Zasedba
- Aleksander Mežek – vokal
- Oto Pestner – vokal
- Steve Smith – klaviature
- Paul Beavis – bobni
- Robbie McIntosh – kitare
- Chris Vass – bas